# Corps forestier de la Vallée d'Aoste
Le Corps forestier de la Vallée d'Aoste (CFVdA), appelé tout simplement souvent les forestiers, est un corps technique exerçant des fonctions de police et dépendant de l'Assessorat du territoire et de l'environnement de la région autonome Vallée d'Aoste.

## Histoire
En vertu du statut spécial promulgué en 1946, la région Vallée d'Aoste a constitué le Corps forestier valdôtain par la loi régionale n.6 du 11 mars 1968.
Un amendement du sénateur Albert Lanièce du 29 avril 2015 a exclu l'abolition du Corps forestier de la Vallée d'Aoste, dans le cadre de l'abolition du Corps forestier national italien.

## Organisation
Le CF de la Vallée d'Aoste s'articule sur 14 postes forestiers éparpillés sur le territoire régional :
| Poste forestier   | Communes de référence                                                                    |
| ----------------- | ---------------------------------------------------------------------------------------- |
| Antey-Saint-André | Antey-Saint-André, Chamois, La Magdeleine, Torgnon, Valtournenche                        |
| Aoste             | Aoste, Charvensod, Gressan, Pollein, Saint-Christophe, Sarre                             |
| Arvier            | Arvier, Avise, Saint-Nicolas, Valgrisenche                                               |
| Aymavilles        | Aymavilles, Cogne, Jovençan                                                              |
| Brusson           | Ayas, Brusson, Challand-Saint-Anselme                                                    |
| Châtillon         | Chambave, Châtillon, Émarèse, Pontey, Saint-Denis, Saint-Vincent, Verrayes               |
| Étroubles         | Allein, Étroubles, Gignod, Saint-Oyen, Saint-Rhémy-en-Bosses                             |
| Gaby              | Fontainemore, Gaby, Gressoney-La-Trinité, Gressoney-Saint-Jean, Issime                   |
| Nus               | Brissogne, Fénis, Nus, Quart, Saint-Marcel                                               |
| Pont-Saint-Martin | Bard, Champorcher, Donnas, Hône, Perloz, Pontboset, Pont-Saint-Martin                    |
| Pré-Saint-Didier  | Courmayeur, La Thuile, Morgex, Pré-Saint-Didier, La Salle                                |
| Valpelline        | Bionaz, Doues, Ollomont, Oyace, Roisan, Valpelline                                       |
| Verrès            | Arnad, Challand-Saint-Victor, Champdepraz, Issogne, Montjovet, Verrès                    |
| Villeneuve        | Introd, Rhêmes-Notre-Dame, Rhêmes-Saint-Georges, Saint-Pierre, Valsavarenche, Villeneuve |